# Ybbsitz
Ybbsitz – gmina targowa w Austrii, w kraju związkowym Dolna Austria, w powiecie Amstetten. Według Austriackiego Urzędu Statystycznego liczyła 3 562 mieszkańców (1 stycznia 2014).